# (14468) Ottostern
(14468) Ottostern est un astéroïde de la ceinture principale.

## Description
(14468) Ottostern est un astéroïde de la ceinture principale. Il fut découvert le 19 juillet 1993 à La Silla par Eric Walter Elst. Il présente une orbite caractérisée par un demi-grand axe de 2,43 UA, une excentricité de 0,16 et une inclinaison de 3,3° par rapport à l'écliptique.

## Compléments